# Torilis arvensis subsp. neglecta
Torilis arvensis subsp. neglecta é uma subespécie de planta com flor pertencente à família Apiaceae. 
A autoridade científica da subespécie é (Spreng.) Thell., tendo sido publicada em Hegi, Ill. Fl. Mitt.-Eur. 5(2): 1055 (1926).
Os seus nomes comuns são coentrilha, salsinha ou torile-dos-campos.

## Portugal
Trata-se de uma subespécie presente no território português, nomeadamente em Portugal Continental, no Arquipélago dos Açores e no Arquipélago da Madeira.
Em termos de naturalidade é nativa de Portugal Continental e do Arquipélago dos Madeira e introduzida no Arquipélago dos Açores.

## Protecção
Não se encontra protegida por legislação portuguesa ou da Comunidade Europeia.